# Lista de episódios de Naruto Shippuden (17.ª temporada)
Esta é uma lista de episódios da décima sétima temporada de Naruto Shippuden, começou a ser exibida no dia 02 de abril de 2015 e foi encerrada em 24 de setembro de 2015, compreendendo do episódio 406 ao 431. 
| # | Título                                                                             | Estreia    |
| --- | ---------------------------------------------------------------------------------- | ---------- |
| 406 | "O Meu Lugar" "自分の居場所)"                                                      | 2/04/2015  |
| (Filler) Acontece um desentendimento entre Sakura e Ino em meio ao deserto, até serem surpreendidas por um escorpião gigante. Choji e Sakura conseguem dar conta dele. Enquanto Ino curava Sakura, ela lembra de quando tinha aulas com o pai e quando praticava ninjutsu médico com a Tsunade. |                                                                                    |            |
| 407 | "O Ninjutsu Secreto do Clã Yamanaka" "山中一族・秘伝忍術"                          | 9/04/2015  |
| (Filler) Em meio ao deserto Ino acaba sendo pega. Choji e Sakura combate os dois ninjas da Areia. Ino ao se lembrar do treinamento sensorial antes de entrar no exame, ela coordena Choji e Sakura que pega os dois ninjas. O outro ninja anula as habilidades de Ino, mas esta tenta transferência de mentes que teve com o pai, que foi essencial para derrotar o grupo shinobi da Areia. |                                                                                    |            |
| 408 | "A Marionete Amaldiçoada" "呪いの人形"                                             | 16/04/2015 |
| (Filler) Durante a viagem, Sakura desmaia e depois relembra parte de suas lembranças de quando treinou com Tsunade para tentar adquirir o Byakugou. Depois de voltar a si, eles enfrentam um outro tipo de marionete controlada por uma kunoichi, que enfrenta Sakura e Ino e os outros dois enfrentam Choji. A manipuladora enfeitiça Ino e a faz enfrentar Sakura. Sasuke treina para conseguir seu acerto de contas com Itachi e vai até a base onde se encontra Karin. Sasuke controla um dos assistentes de Orochimaru que liberta Suigetsu. Sasuke pergunta a Karin porque não se livrou de Orochimaru por causa de sua habilidade extrassensorial, mas Karin lembra do dia de quando foi salva por Orochimaru de alguns valentões que a incomodavam. Depois confrontam Suigetsu e Karin usa a técnica de acorrentamento, utilizada por Kushina para prender Kurama. Sasuke pensa em usar Suigetsu e Karin em seu acerto de contas com Itachi. A kunoichi depois liberta Ino depois de ver que seus parceiros foram pegos por Choji e depois o enfeitiça, que o controla. Ino tenta o transferência de mentes para tentar salvar o Choji. Com o corpo de Ino inerte, só apenas restou Sakura, mas ainda tem de lidar com Choji, que agora está sendo controlado. |                                                                                    |            |
| 409 | "Na Sua Retaguarda" "二人の背中"                                                   | 23/04/2015 |
| (Filler) Durante o confronto, Choji consegue deter seu movimento e se dirige a equipe rival que causa uma onda de areia, como também Ino consegue salvá-lo. Depois eles descobrem que a kunoichi era uma marionete e que a marionete era uma anã. A equipe rival os embosca com uma tempestade de areia e o ninja camuflado de areia os embosca com os bonecos de areia criados pela anã e envenena Ino e Choji com uma picada de cobra. Sakura consegue acumular mais chacra e consegue sair da tempestade de areia e cria uma onda de areia, que pega os ninjas da Areia. Depois Sakura extrai o veneno de Ino e Choji e assim continua a viagem. Continua ainda o treinamento de Naruto com Jiraiya e Jiraiya pede a Geratora para liberar o chacra do Kurama, mas Naruto perde o controle e Jiraiya consegue suprimi-lo, a ponto de ambos estarem feridos, mas Naruto ainda acredita que o chakra do Kurama ainda continua sendo necessário a ponto de dar continuidade ao seu acerto de contas com Sasuke. |                                                                                    |            |
| 410 | "O Movimento de Conspiração Começa" "動き出した陰謀"                               | 30/04/2015 |
| (Filler) Acontece uma tempestade de areia, que parece que um dos ninjas de sua aldeia os impede de detectar tal tempestade. Kankuro e Temari formam times para suspender o teste. Em algum lugar da areia, o time de Matsuri enfrenta problemas com a tempestade. Gaara, que a pouco estava sendo vigiado, deixa um clone de areia. Fuu, ao se lembrar dos ensinamentos de Shibuki, chefe do País da Cachoeira, vai para salvar o time de Matsuri. Gaara vai para auxiliar Fuu e ele menciona do Naruto. Os conspiradores já começam visando Gaara. |                                                                                    |            |
| 411 | "A Almejada Besta de Caudas" "狙われた尾獣"                                        | 7/05/2015  |
| (Filler) Todos os times são evacuados e alocados em abrigos até a tempestade de areia passar. Um ninja da areia embosca o time de Matsuri, mas Gaara os salva, mas tem o seu Shukaku acorrentada pelo ninja da areia. O time Matsuri se retira para procurar ajuda. Fuu aparece para ajudar Gaara, mas também acaba sendo pega. A tempestade se dissipa e ao Neji mexer nos dois pergaminhos, ele percebeu estar carregando os dois pergaminhos céu. Eles encontram Matsuri, que deixou seus companheiros para ajudar Gaara e nesse momento o time de Lee é o único capaz de dar uma força aos dois Jinchuurikis. |                                                                                    |            |
| 412 | "O Julgamento de Neji" "ネジの判断"                                                | 14/05/2015 |
| (Filler) O ninja da areia começa a extrair as Bijuus de Gaara e Fuu. Depois de salvar Matsuri, o time Lee vai tentar ajudar Gaara e Fuu. Fuu forma um casulo para tentar atrasar a drenar as Bijuus. Depois de chegar onde estão Gaara e Fuu, Neji presencia os Jinchuurikis tendo seus Bijuus sendo absorvidos. Eles também encontram seus companheiros de Fuu do País da Cachoeira e eles tentam salvar os Jinchuurikis. Os dois shinobis do País da Cachoeira, Lee e Matsuri tenta atrair a atenção do ninja enquanto Neji e Ten Ten salvam Gaara e Fuu. Neji ao interromper o fluxo de chacra das correntes que absorvia as Bijuus de Gaara e Fuu, acaba se voltando contra o ninja da areia, que o deixa imóvel. Depois, Neji o salva e o Exame Chunin volta a ter continuidade. |                                                                                    |            |
| 413 | "Esperanças Para o Futuro" "未来に託す思い"                                        | 21/05/2015 |
| (Filler) Gaara encontra o companheiro do ninja da areia e conta sua vida antes de conhecer Naruto e seu recente encontro com Fuu. Gaara afirma que quer fazer o melhor para se tornar alguém melhor e não envolver os outros a sua volta. Matsuri enfrenta Shira e perde. O companheiro do tal shinobi se mata. A terceira etapa do exame Chunin é cancelada e é comunicado que as duas etapas não era só apenas de raciocínio e resistência, mas também os seus laços entre os companheiros. Na Konohagakure, todos se tornam Chunin e Neji Jouunin pelo seu julgamento. Nas outras aldeias, os outros se tornam Chunin. A kunoichi da Vila da Chuva morre e se torna uma fantoche Pain. Os companheiros de Fuu são mortos por Hidan e Kakuzu e extraem a Bijuu de Fuu. Chega o dia de Naruto com outras roupas e Jiraiya retornarem para Konoha. |                                                                                    |            |
| 414 | "Á Beira da Morte" "死の際"                                                        | 28/05/2015 |
| Naruto e Sasuke tem suas vidas por um fio. Gaara pede para Sakura para fazer o que for possível para que Naruto para chegar até Minato transferir a parte do chacra do Kurama a Naruto. O time Taka vai em direção ao Sasuke e passam por um Zetsu. Depois de conseguir passarem, uma orelha aparece na cabeça de Zetsu, possivelmente seja do Tenzou. Inexplicavelmente, mas um ser misterioso parece diante de Sasuke. Madara já absorve parte do Mokuton assumindo a forma do Sábio do Caminho da Dor e se livra da Cabaça Carmesin e o Pote Purificador de Âmbar. Obito luta para não ser possuído pela influencia do Zetsu negro. Gaara, Sakura chegam com o corpo inerte de Naruto para Minato passar seu chacra a Naruto, mas inesperadamente Zetsu negro rouba seu chacra, que passa seu chacra a Madara, conseguindo poder total. |                                                                                    |            |
| 415 | "Os Dois Mangekyous" "二つの万華鏡"                                                | 4/06/2015  |
| (Semi-Filler) Zetsu negro tenta descartar Obito, mas Obito o detém e pergunta a Madara o que Obito foi para ele e Madara responde que ele não passou nada mais de uma ferramenta para atender seus próprios propósitos, ou seja nada mais do que outro Madara em que pudesse entregar um mundo onde ele teria a Rin só para ele. Kakashi, Minato e Gaara tentam deter o avanço de Obito, mas Madara não os permite e decepa o outro braço de Minato. Como resposta, Obito apunhala Madara e drena parte de seu chacra das Bijuus. Kakashi manda Sakura com seu Kamui e se reúne com Obito e ele relembra dos dias de sua infância quando eles já tinham família, até Kakashi perder seu pai Sakumo. |                                                                                    |            |
| 416 | "A Formação do Time Minato" "結成・ミナト班"                                       | 11/06/2015 |
| (Filler) Ainda mostra a época infantil em que Kakashi priorizava as missões do que a vida de um companheiro. Obito estranhava a forma de como Kakashi se comportava e tentava alcançar Kakashi para não ficar para trás. Na cerimônia de graduação, Obito se atrasa e Rin dá as boas novas que ele se graduou e que ele, Rin e Kakashi se tornaram companheiros do time Minato. Em missões comuns, Obito leva a melhor pelo fato de ajudar senhoras. Em sua segunda missão, Obito e Minato ficam para confrontar os perseguidores enquanto Kakashi e Rin se empenhavam em proteger o mensageiro e o grupo de apoio. Logo se descobre que parte do grupo de apoio era infiltrado e atacam o mensageiro. Kakashi e Rin eram os próximos. |                                                                                    |            |
| 417 | "Você é o Meu Apoio" "お前はバックアップだ"                                        | 25/06/2015 |
| (Semi-Filler) Kakashi confronta os ninjas infiltrados, mas Minato e Obito aparecem. O ninja mensageiro pede para ver o conteúdo e descobre que se trata de um pergaminho falso. Eles vão atrás do companheiro que poderia estar com o pergaminho verdadeiro e ele dá de cara com outro grupo ninja, mas este é salvo pelo time Minato. Kakashi depois descobre que havia algo de estranho com relação a missão do pergaminho, contudo Rin acaba sendo capturada. Obito acredita que o pai de Kakashi, Sakumo era uma grande pessoa e fala com relação a cumprir as missões, mas também o que era mais pior era perder um companheiro. Obito parte em missão para salvar Rin, mas Kakashi aparece para confrontar o tal ninja que podia ocultar sua presença, que foi a custa de seu olho esquerdo. Obito já desperta o Sharingan e agora vão para salvar Rin. Obito e Kakashi enganam Madara usando o Kamui e Obito vai em algum lugar da dimensão para restabelecer as forças de Naruto. Assim aparece Guy e assim, o início da batalha entre Guy e o Madara finalmente começa. |                                                                                    |            |
| 418 | "A Besta Azul VS O Rikudou Madara" "碧き猛獣VS六道マダラ"                          | 2/07/2015  |
| (Semi-Filler) O time Taka vai até Sasuke, mas vê Kabuto. Depois de escapar do Izanami de Itachi, Kabuto explica que esqueceu o que era mais importante, sua verdadeira identidade e agora este tenta salvar Sasuke. Guy aposta sua vida em uma última batalha contra Madara e o combate usando vapor azul e contra-ataca com o Tigre do Entardecer. Quando Madara o ia pegar, é Lee que o salva. Guy tenta usar o vapor vermelho, sendo a custa de sua vida e nesse episódio e mostrado um pouco da história de Duy, o pai de Guy de quando ele ainda era um Genin. Ele possuía o hábito de levar as coisas do lado positivo, mesmo quando era negativo. É mostrado também sobre a frustração de Guy por não entrar na academia. Guy foi tirar satisfação com os ninjas que insultaram seu pai, mas este acaba sendo salvo por Kakashi, que algum dia se tornaria seu eterno rival. |                                                                                    |            |
| 419 | "A Juventude do Papai" "パパの青春"                                                | 9/07/2015  |
| (Semi-Filler) No hospital, Guy tenta justificar a seu pai, Duy devido ao incidente anterior. Agora, Guy consegue congratular na academia Shinobi, Guy tenta dar o seu melhor para poder desafiar Kakashi. Mesmo depois de se tornar um verdadeiro ninja, ele consegue estar a nível do Kakashi, mas se sente frustrado por ver seu pai se humilhar pelo fato de ser Genin. Duy mostra a Guy a liberação dos oito portões, mesmo quando tentou proteger seu filho e seus companheiros de grandes ninjas de outras aldeias. Guy no seu ápice, libera todos os 8 portões a ponto de liberar o vapor vermelho. Assim começa a verdadeira batalha da Besta Vermelha Guy contra o Rikudou Madara |                                                                                    |            |
| 420 | "A Formação dos Oito Portões Internos" "八門遁甲の陣"                              | 23/07/2015 |
| É desenrolada a verdadeira batalha da Besta Vermelha Guy contra o Rikudou Madara. Kakashi explica que a técnica usada, faz Guy expor sua vida a ponto de levá-lo a morte ao usar o Elefante do Entardecer, que faz o corpo de Guy ficar debilitado. Gaara ao lembrar da luta entre ele e Lee, Gaara pergunta a Lee se ele se sente mal ao Guy usar sua técnica que o levaria a morte, mas Lee responde que não. Lee, Gaara, Kakashi e Minato tentam ajudar Guy embora este tenha quebrado um chifre do Rikudou Madara, mas parece não ter êxito. No pós-morte, Naruto vê um sábio estranho que se apresenta como Hagoromo Otsutsuki, mas este não diz coisa com coisa, que faz Naruto ficar ainda mais confuso. Hagoromo explica que ao sua mãe comer da fruta da árvore sagrada, foi capaz de parar a guerra sozinha, embora isso a tenha subido sua cabeça, mas acaba sendo impedido por Hagoromo. Ele depois explica a Naruto que ele é a reencarnação de Ashura, filhos que Hagoromo teve no passado Indra e Ashura e que Naruto ainda não morreu. |                                                                                    |            |
| 421 | "O Sábio dos Seis Caminhos" "六道仙人"                                             | 30/07/2015 |
| Naruto lembra de sua conexão com Ashura e Indra e isso o faz focar que Sasuke tivesse a mesma ligação com Indra, da mesma forma como Madara e Hashirama. Depois de ouvir a história, Naruto firma sua decisão de proteger seus companheiros e Sasuke de derrotar Naruto. Hagoromo concede a Naruto e Sasuke o poder necessário para poder desafiar o Rikudou Madara, Naruto a marca do sol e Sasuke a marca da lua. Depois eles voltam a si para desafiar Madara. Guy tenta um último golpe usando o Guy Night, mas Madara sobrevive, mesmo que tenha sofrido um dano menor e Guy tem sua vida por um fio. Naruto rebate o golpe de Madara, salva Guy e seus olhos aparece com os sinais Senjutsu, mais sem os sinais Senjutsu na parte de fora dos olhos. |                                                                                    |            |
| 422 | "Para Aqueles que o Herdarão" "受け継がれるもの"                                   | 6/08/2015  |
| (Omake) Naruto depois de voltar a sua aldeia depois de tanto tempo, ele ensina a Konohamaru um pouco dos princípios do Rasengan. Entretanto, Konohamaru entende as coisas de um jeito diferente, meio-que erótico. Mesmo depois de ter êxito na missão de salvar o Kazekage em missão, Naruto passa a Konohamaru o próximo passo e pedem conselhos aos colegas de Naruto e também a Iruka e Ebisu, mas os treinos tem deixado a mão de Konohamaru machucada. |                                                                                    |            |
| 423 | "O Rival do Naruto" "ナルトのライバル"                                             | 6/08/2015  |
| (Omake) Konohamaru consegue ter êxito no próximo passo. Naruto depois de voltar da missão de trazer o Sasuke, embora não tivesse êxito, ele explica que Konohamaru tem feito as coisas desde o pé da letra. Naruto fala que o próximo passo para concluir o Rasengan, precisaria de Bushin para fazer o Rasengan, mas Konohamaru não sabia fazer nenhum Clone e ele teria que fazer Clones para fazer o Rasengan. Depois da morte de Asuma, Konohamaru já consegue fazer um Clone e Naruto consegue cortar a cachoeira. Depois da vitória contra Kakuzu ao fazer o Rasenshuriken, Konohamaru mostra que progrediu com o jutsu dos Clones das Sombras e Naruto mostra a parte final do Rasengan. Konohamaru consegue ter êxito no Rasengan ao confrontar com um dos Pains quando confrontava Ebisu e Naruto é dado como herói ao proteger Konoha. Konohamaru mostra a Naruto o forte onde guarda aquilo o que é importante e também seu antigo uniforme que Naruto usava na época infantil, que depois ficaria para Bolt, filho de Naruto. |                                                                                    |            |
| 424 | "Elevação" "立つ"                                                                  | 13/08/2015 |
| Depois de salvar Guy, com o poder lava Naruto consegue cortar a árvore divina, que faz Madara absorver a árvore e se recuperar Sasuke salva Tobirama dos bastões de chacra e junta a Naruto e com seus novos poderes que recebeu de Hagoromo, confrontam o Rikudou Madara em pé de igualdade. Sasuke enxerga um outro Madara e Sasuke usa o Chidori e Naruto o Rasengan com o estilo Jinton do Onoki neutraliza Madara, mas apenas a sombra dele. Madara vai até Kakashi e rouba o Sharingan dele. Depois usa Kamui onde está Sakura que se prepara para se desfazer do Rinnegan de Obito, mas Madara dá uma virada e pega o Rinnegan de Obito. |                                                                                    |            |
| 425 | "O Sonho Infinito" "無限の夢"                                                      | 20/08/2015 |
| Depois de Obito mandar Sakura para longe, Madara dá um jeito no Zetsu negro para que não se volte contra ele nunca mais. Madara fala que induziu os ninjas da chuva para criar um vínculo para corromper Obito. Sakura foi ver Kakashi e percebe que Madara tomou o Sharingan de Kakashi e conta o que poderia acontecer se Madara adquirisse o Rinnegan. Naruto traz o olho real de Kakashi. Kakashi relembra o quanto Sasuke, Sakura e Naruto mudaram. Sakura faz o uso do Byakugou, sendo que o selo que adquire cobre o corpo de Sakura, mas o curso da luta não obteve mudança e Madara retira parte de seu corpo e um olho em sua testa e usa o Chibaku Tensei. |                                                                                    |            |
| 426 | "O Reino do Sonho Infinito" "無限月読"                                             | 27/08/2015 |
| (Semi-Filler) Depois, os mergulha com seu Tsukuyomi, já adquirindo Rinnegan nos olhos, os colocando nas cascas da árvore divina, em que todos são presos na árvore, exceto o Time 7 por causa do Susanoo de Sasuke. Um dos Zetsus já se livra do Tenzou, que também o coloca no genjutsu. Tenzou fica confuso pelo que se passa, até ser lançado em missão para salvar Kakashi. Depois de salvar Kakashi, com parte do Time 7 e com uma ajuda adicional de Sasuke, ele acaba sendo reconhecido, apesar dele estar preso no mundo de sonho criado por Madara. |                                                                                    |            |
| 427 | "O Mundo dos Sonhos" "夢の世界へ"                                                  | 03/09/2015 |
| (Filler) Tenten ao voltar a si no mundo dos sonhos, estranha estar num mundo diferente, um mundo similar do Road to Ninja: Naruto the Movie, em que todos estão com personalidades trocadas e Naruto passa a se chamar como Menma Naruto e Neji vivo. Os outros estranham como Tenten se portava, da mesma forma como ela estranha como seus companheiros estavam estranhos. Eles tentam ajudar, mas acabam não sendo de grande ajuda. |                                                                                    |            |
| 428 | "O Lugar de Tenten" "テンテンの居場所"                                             | 03/09/2015 |
| (Filler) Tenten tenta deixar o mundo dos sonhos criado por Madara, que encontra um ninja da Chuva disfarçado que tem respostas de como sair de um Genjutsu. Depois de conseguir o mapa do ninja, ela tenta deixar a vila para conseguir respostas, mas é abordada por Kotetsu e Izumo e outros ninjas de sua aldeia e fala que estava carregando algo que fosse informações de sua aldeia e ia levar para a Aldeia da Chuva, a levando a trair a Konohagakure e é presa. Neji e Lee tentam ajudar Tenten e vão atrás do ninja disfarçado que tentou enganar Tenten, até sua aldeia ser atacada. Menma Naruto consegue pegar o ninja disfarçado e consegue provar a inocência de Tenten. Deduz que Tenten não é de seu mundo e pede para que depois volte a seu mundo, mas ela decide ficar para ajudar seus companheiros. Com o poder do Kurama, Menma Naruto consegue dar conta de Hanzou e uma de suas invocações, mas tinha mais uma e Tenten consegue dar conta deste. Depois de salvar sua aldeia, Tenten acaba sendo presa no mundo dos sonhos criado por Madara. |                                                                                    |            |
| 429 | "As Crônicas do Rapper Killer Bee: Pergaminho do Céu" "キラービー落風伝・天の巻"   | 10/09/2015 |
| (Filler) Bee vai em missão para libertar os Jinchuurikis confinados em sua respectiva aldeia. |                                                                                    |            |
| 430 | "As Crônicas do Rapper Killer Bee: Pergaminho da Terra" "キラービー落風伝・地の巻" | 17/09/2015 |
| (Filler) Depois de reunir os Jinchuurikis, eles enfrentam Deidara e Sasori usando o Gedou Mazou. Eles conseguem derrotar os dois, mas apenas no mundo de sonhos criado por Madara. |                                                                                    |            |
| 431 | "Aquele Sorriso Novamente" "あの笑顔をもう一度"                                    | 24/09/2015 |
| (Filler) Karin lembra do dia da infância em que seu pai usava seu corpo a força para curar outros ninjas. Depois foi mandada para tratar de parte dos ninjas do clã Kaguya. Depois já atuou como ninja médico da aldeia, até ela conhecer Sasuke. Em uma passagem, ela é acolhida por Orochimaru e ajudava Kabuto nas experiências. Depois vê Sasuke e descobre que ele seria usado como receptáculo de Orochimaru. Depois de Sasuke derrotar Orochimaru, ele já com Suigetsu, ele pede para que Karin se una a ele com Juugo. É passada parte das lembranças de quando enfrentou Bee e Danzou em que Sasuke a trai. Uma parte da lembrança é vista Sasuke como Hokage, mas ela é emboscada pelo pai, mas acaba sendo salva pelo Sasuke, mas Karin agora é vista a beira da morte, mas apenas no mundo de ilusão criado por Madara. |                                                                                    |            |